# Rogelio Cabrera López
Rogelio Cabrera López (Santa Catarina, Guanajuato, 24 de enero de 1951) es un obispo mexicano de la Iglesia católica, arzobispo de Monterrey, Nuevo León desde el 3 de octubre de 2012 fecha en que fue nombrado por el papa Benedicto XVI como arzobispo de Monterrey.

## Biografía
Cursó sus estudios: Humanidades, Filosofía y parte de Teología en el Seminario de Querétaro (1961-1969); terminó su formación teológica en Roma y obtuvo la Licenciatura en Teología en la Pontificia Universidad Gregoriana, y posteriormente obtuvo la Licenciatura en Sagrada Escritura en el Pontificio Instituto Bíblico, en Roma (1979-1981). Fue ordenado Sacerdote en la Parroquia de Santa Catarina, Gto., el 17 de noviembre de 1978. Además del español y de las lenguas clásicas, habla inglés, italiano y francés.

## Cargos
Ha desempeñado los siguientes cargos:
- Prefecto de Estudios del Seminario Mayor de Querétaro (1980-1984).
- Asistente Diocesano del Movimiento Familiar Cristiano (1981-1992).
- Párroco de la Parroquia de Ntra. Sra. de la Paz, Qro. (1984-1990).
- Decano del Decanato del Sto. Niño de la Salud, Qro. (1985-1987).
- Coordinador Diocesano del Plan de Pastoral (1989-1996).
- Miembro del Colegio de Consultores de la Diócesis de Querétaro (1989-1996).
- Párroco de la Parroquia de Ntra. Sra. del Perpetuo Socorro (1990-1996).
- Vicario episcopal de Pastoral y maestro del Seminario (1992-1996).
- Presidente de la Comisión Episcopal de Pastoral Bíblica (1997-2000).
- Para el Trienio 2004 - 2006 fue representante de la Región Pastoral Pacífico Sur, Vocal de las Comisiones de Pastoral Bíblica y de Pastoral Social. Además colabora con el Secretario General en la Coordinación de los Secretarios Ejecutivos de las Comisiones Episcopales.
- Nombrado Representante de la Provincia Eclesiástica de Chiapas y Segundo Vocal del Consejo de Presidencia de la CEM para el trienio 2007-2009.
- Presidente de la Conferencia del Episcopado Mexicano en el trinerio 2018-2021.

## Ministerio episcopal
- El 29 de abril de 1996 es nombrado por Su Santidad Juan Pablo II Obispo de Tacámbaro, siendo consagrado Obispo el 30 de mayo de 1996.
- El 16 de julio de 2001 Su Santidad Juan Pablo II lo asigna a la Diócesis de Tapachula. El 11 de septiembre del 2004 hace su traslado a la Diócesis de Tuxtla Gutiérrez.
- El 25 de noviembre de 2007 Su Santidad, Benedicto XVI lo nombra Arzobispo de Tuxtla Gutiérrez.
- El 3 de octubre de 2012 Su Santidad, Benedicto XVI lo nombra Arzobispo metropolitano de Monterrey.
- Fue elegido Vicepresidente de la Conferencia del Episcopado Mexicano para el trienio 2009-2012.
- El 13 de noviembre del 2018 fue nombrado Presidente de la Conferencia del Episcopado Mexicano (CEM) para el trienio 2018 - 2021
- El 15 de mayo de 2019 fue nombrado Presidente del consejo económico de la Consejo Episcopal Latinoamericano (CELAM)
- El 7 de diciembre de 2020 fue nombrado miembro de la Pontificia Comisión para América Latina ad quinquennium.[1]

| Predecesor: Francisco Robles Ortega   | Arzobispo de Monterrey 2012 - Actualidad  | Sucesor: En el cargo                       |
| Predecesor: Ninguno                   | Arzobispo de Tuxtla Gutiérrez 2006 - 2012 | Sucesor: Fabio Martínez Castilla           |
| Predecesor: José Luis Chávez Botello  | Obispo de Tuxtla Gutiérrez 2004 - 2006    | Sucesor: Se elevó a nivel de Arquidiócesis |
| Predecesor: Felipe Arizmendi Esquivel | Obispo de Tapachula 2001 - 2004           | Sucesor: Leopoldo González González        |
| Predecesor: Alberto Suárez Inda       | Obispo de Tacámbaro 1996 - 2001           | Sucesor: José Luis Castro Medellín         |